# Cochliobolus
Cochliobolus es un género de hongos en la familia Pleosporaceae, que incluye 55 especies, incluidas las especies patógenas de vegetales: C. carbonum, C. heterostrophus, C. miyabeanus, C. sativus y C. lunatus.

## Heterotalismo y homotalismo
Los hongos que necesitan un compañero para aparearse se denominan  heterotálicos (autoestéril), y los que no necesitan funciones de compañero se denominan homotálicos (autofértil). Un estudio de secuencias de ADN  de tipo de apareamiento de diferentes especies heterotálicas y homotalámicas en el género  Cochliobolus  sugiere que el homotalismo puede derivarse del heterotalismo por  recombinación.

## Especies
- Cochliobolus carbonum
- Cochliobolus cymbopogonis
- Cochliobolus hawaiiensis
- Cochliobolus heterostrophus
- Cochliobolus lunatus
- Cochliobolus miyabeanus
- Cochliobolus oryzae
- Cochliobolus ravenelii
- Cochliobolus sativus
- Cochliobolus setariae
- Cochliobolus spicifer
- Cochliobolus stenospilus
- Cochliobolus victoriae

## Breve información sobre especies
- Cochliobolus carbonum, afecta el maíz y el trigo.
- Cochliobolus heterostrophus, afecta el maíz y el trigo.
- Cochliobolus lunatus, afecta la caña de azúcar.
- Cochliobolus stenospilus, afecta la caña de azúcar.